# Нортвест Станвуд (Вашингтон)
Нортвест Станвуд (енгл. Northwest Stanwood) насељено је место без административног статуса у америчкој савезној држави Вашингтон.

## Демографија
По попису из 2010. године број становника је 149.
| Група             | 2000.    | 2010.       |
| Белци             | 0 (0,0%) | 123 (82,6%) |
| Афроамериканци    | 0 (0,0%) | 1 (0,7%)    |
| Азијати           | 0 (0,0%) | 5 (3,4%)    |
| Хиспаноамериканци | 0 (0,0%) | 15 (10,1%)  |
| Укупно            | 0        | 149         |